# Sevda Dalgıç

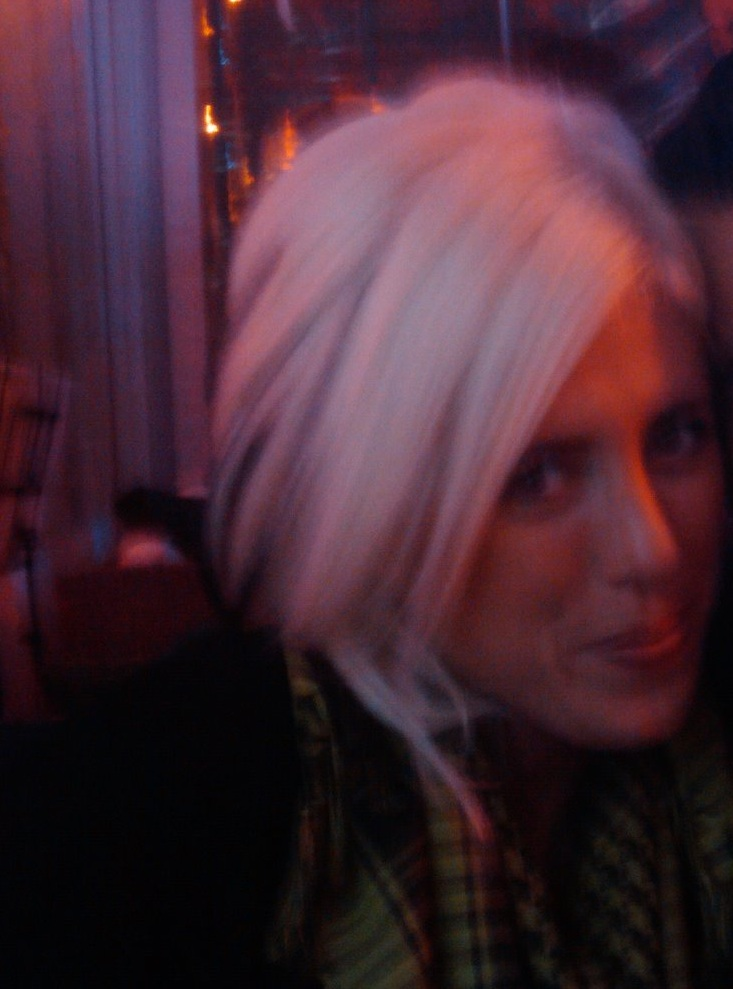
Sevda Dalgıç, 2010

Sevda Dalgıç (* 23. Februar 1984 in Istanbul) ist eine türkische Schauspielerin und Model.

## Leben und Karriere
Dalgıç wurde am 23. Februar 1984 in Istanbul geboren. Dalgıç brach die High School in jungen Jahren ab, da ihre Eltern sich den Schulbesuch finanziell nicht mehr leisten konnten. Später studierte sie Schauspiel an der Sadri Alisik Kultur Merkezi Oyunculuk Bolumu.
Von 2007 bis 2012 spielte sie in der Fernsehserie Arka Sıradakiler die Hauptrolle. Unter anderem bekam sie 2018 eine Rolle in Hinter Gittern. Außerdem hat sie auch als Model gearbeitet.

## Filmografie (Auswahl)
- 2007–2012: Arka Sıradakiler (Fernsehserie, 197 Episoden)
- 2010: Öğretmen Kemal (Fernsehserie)
- 2012: Ekip 1: Nizama Adanmis Ruhlar (Fernsehserie)
- 2018: Tufa: Buluşma (Fernsehserie, 1 Episode)
- 2018: Hinter Gittern (Fernsehserie, 5 Episoden)